# 凸緣式底火

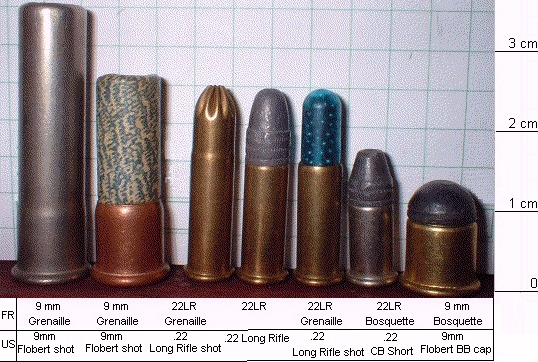
凸緣底火式彈藥，左至右：9mm Flobert shot、9mm Flobert shot、.22 LR shot、.22 LR round nose、.22 LR shot、.22 CB Short及9mm Flobert BB cap

凸緣式底火（rimfire）是现今兩大主流底火形式中的其中一種，因此使用這種底火的子彈又稱為凸緣底火子彈（rimfire ammunition）。「凸緣」之定義來自於彈殼底板與彈殼本體的直徑比，亦及彈殼底板直徑大於彈殼者即稱為「凸緣」（rimmed）；若彈殼底板直徑與彈殼本體直徑相等，則稱為「無緣式」（Rimless）。凸緣式底火中的汞鹽引爆藥位於彈殼底部的底緣內側，靠擊槌「打擊」彈殼底部的底板（包括外緣）達成擊發；中央式底火則是靠撞針「撞擊」彈殼底部中心的底火而擊發，兩者主要差異在此。
由於凸緣式底火子彈的彈殼並不像中心式底火有可分離（包括可重新更換）的底火杯，因此無法重新裝藥（Reloading）再度使用。歷史上曾經出現過許多不同型態的底火，不過基於現實的要求，包括射手對於便利性、耐用性以及安全性的需求，因此現今仍舊被大量使用的底火形式主要只剩下凸緣式底火與中心式底火。

## 歷史與展望

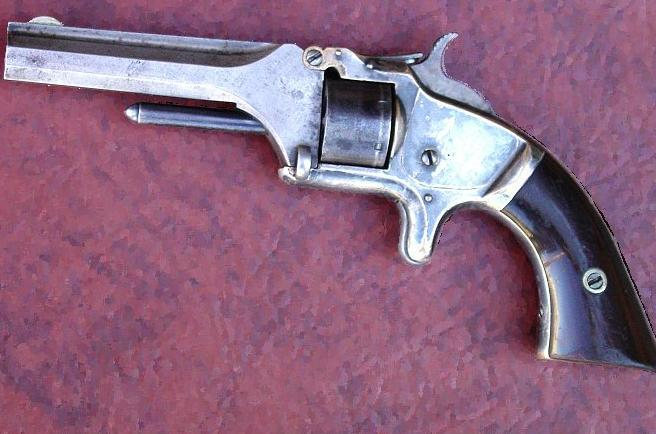
史密斯威森第二批Model 1 .22左輪手槍，製於1857年。

凸緣式底火起源於1857年當時的.22 BB子彈；這種子彈簡單到彈殼裡面連火藥都沒有，純粹依賴擊槌在底火上來一記就發射出去了，可以想像威力不會比空氣槍的子彈好多少，所以只能用來作室內射擊練習。後來的.22 Short子彈就添加了4格令（0.26公克）的黑火藥，用在史密斯威森所生產的第一款左輪槍Model 1上。
後來又演變出.22 Long子彈，火藥含量5格令（0.32公克）。透過.22 Long子彈的應用證明而成功而演化出.22步槍子彈，從此應用至今。然而演變的胃口也越養越大，很快地躍升到.41 Short子彈以及.44 Henry Flat子彈，最後一直到.58 Miller子彈，不過從此凸緣式底火子彈也就開始被中央式底火子彈所取代。
取代的原因很簡單，儘管底火位置就在彈殼後端的彈殼底板（也稱為凸緣；rim）裡，對於槍枝的設計與使用造成很大的方便，然而由於彈殼底板也是彈殼的一部分，加上為了讓槍枝的擊槌能夠有效經過打擊引發底火，因此彈殼不能太厚，也因此用在比較大的口徑或高裝藥量的子彈上，就會發生因為氣體膨脹的壓力造成彈殼與彈殼底板的分裂，而這也就是大口徑凸緣式底火子彈停止應用的原因。
反過來說，中心式底火子彈之所以能夠大行其道原因就在於底火的位置移到彈殼底板中央以後，彈殼的平均厚度就可以增加，因此反而適用於需要高膛壓火藥的大口徑彈藥，擊發時不需要特別擔心彈殼破裂的問題。不過部分.22口徑的彈種由於反衝小，作為射擊的入門階再合適也不過，因此通過市場的篩選而存活沿用到今天。底緣底火式子彈中的.22 LR子彈至今仍舊是全世界銷量最高最普遍的子彈，近年來凸緣式底火又有些新的彈種推出，例如.17英吋（4.5 mm）口徑的.17 HMR子彈。
不過因為口徑縮小的關係，.17 HMR子彈仍然沿用.22 WMR的彈殼，但是增加「瓶頸式」（bottle-neck）的設計；.17子彈的彈道相當低平，加上使用異質彈尖型的空尖彈（這是它彈道性能優良的原因），彈頭只要撞擊到目標或其他物體就會很快變形擴張以及碎裂，有效發揮殺傷力（相當於9mm彈頭的威力）。
.17 HMR隨後又發展出[[.17 Mach 2|.17 Hornardy Mach 2，簡稱為.17 HM2子彈。顧名思義這種彈頭的初速相當高，並且像.17 HMR子彈一樣是從.22 LR子彈演化而來的。.17 HMR與普通.22 stinger一樣都不是昂貴的子彈，不過.17 HM2子彈倒是比.22LR子彈貴上6倍（以50發/一盒計算）。
在歐洲的凸緣式底火子彈唯有著名的九毫米Flobert子彈，它可以發射實心彈頭，也可以發射定量的彈丸，就像迷你型的霰彈一樣。在英國，Flobert子彈甚至被稱為「花園槍」（garden gun），因為彈頭威力與射程都相當有限，因此只適合用在院子裡射擊如田鼠野兔一類的害獸。

## 目前仍然生產的底緣底火式子彈
- .22 BB Cap
- .22 CB Cap
- .22 Short
- .22 Long
- .22 LR（.22 Long Rifle）
- .22 WMR
- .17 HMR
- .17 HM2

## 外部參考
- A Cartridge Collector's Glossary（页面存档备份，存于）

## 相關資訊
- 手槍子彈列表
- 步槍子彈列表
- 中央式底火
- 針式底火
- 子彈